# Gyeongsangnam-do
Gyeongsangnam-do (Zuid Gyeongsang) is een Zuid-Koreaanse provincie in het zuidoosten van het land. De provinciehoofdstad is Changwon.

## Belangrijke steden
De grootste steden in deze regio zijn Busan en Ulsan die afzonderlijk beheerd worden als provincie-niveau metropolen. Andere noemenswaardige steden, naast Changwon, zijn Gimhae, Geoje en Jinju.

## Administratieve divisies
Gyeongsangnam-do is opgedeeld in 10 steden (si) en 10 districten (gun). Hieronder volgen de namen in het Engels, hangul, en hanja.

### Steden
| - Changwon (창원시; 昌原市, hoofdstad) - Geoje (거제시; 巨濟市) - Gimhae (김해시; 金海市) | - Jinju (진주시; 晋州市) - Miryang (밀양시; 密陽市) - Sacheon (사천시; 泗川市) | - Tongyeong (통영시; 統營市) - Yangsan (양산시; 梁山市) |

### Districten
| - Changnyeong (창녕군; 昌寧郡) - Geochang (거창군; 居昌郡) - Goseong (고성군; 固城郡) - Hadong (하동군; 河東郡) | - Haman (함안군; 咸安郡) - Hapcheon (합천군; 陜川郡) - Hamyang (함양군; 咸陽郡) | - Namhae (남해군; 南海郡) - Sancheong (산청군; 山淸郡) - Uiryeong (의령군; 宜寧郡) |

Bijzondere stad: Seoel     
Grote steden: Busan · Daegu · Incheon · Gwangju · Daejeon · Ulsan

Provincies:
Gyeonggi · Gangwon · Chungcheongbuk · Chungcheongnam · Jeollabuk · Jeollanam · Gyeongsangbuk · Gyeongsangnam · Jeju